# Петър Кичашки
Петър Кичашки е български юрист, доктор по конституционно право, правозащитник и общественик, изпълнителен директор на Института за модерна политика. От 2017 г. е член на Комисията за защита от дискриминация. В началото на 2020 г. съучредява и става председател на организацията „Републикански център“.

## Биография
Петър Кичашки в роден във Видин на 12.07.1989 г. Завърша Природо-математическа гимназия „Екзарх Антим I“ в крайдунавския град, а след това програма „Право“ на Нов български университет. В периода 2012 – 2013 г. е регионален координатор за Южна Европа, отговарящ за Португалия, Испания, Италия, Малта, Сан Марино, Кипър, Гърция, Турция, Албания, България и Армения на Европейската мрежа за независим живот. От 2012 г. е член на Консултативния съвет, а от 2014 г. е изпълнителен директор на Института за модерна политика. На 04.08.2017 г. с указ президента Румен Радев го назначава за член на Комисията за защита от дискриминация по предложение на редица неправителствени организации като Съюза на военноинвалидите и военнопострадалите, Българската съдийска асоциация, Фондация „Очи на четири лапи“, Института за модерна политика, Европейската асоциация за защита правата на човека, сдружение „Диабет, предиабет и метаболитен синдром“ и други национални и регионални организации. През 2023 г. защитава докторска степен в Югозападния университет "Неофит Рилски" по конституционно право на тема "Конституционно положение на хората с увреждания" с научен ръководител проф. д.н. Георги Близнашки. Женен.

### Дейност в Комисията за защита от дискриминация
По инициатива на Петър Кичашки Комисията за защита от дискриминация стартира специализирана кампания за достъпна архитектурна среда за хора с увреждания под надслов „Достъпна България“. Кампания „Достъпна България“ има две направления – от една страна КЗД започва да обследва достъпната обществена среда и да налага глоби за недостъпност за хора с увреждания, а от друга страна се разчита на медиите, за да се популяризира необходимостта от създаване на съответната достъпна среда за хора с увреждания. Сред медийните партньори на инициативата са телевизия „Bulgaria On Air“, Агенция „Фокус“, OFFNews.bg, в. „Строител“ и др.. През септември 2018 г. на специална пресконференция в Комисията за защита от дискриминация Петър Кичашки представя доклад, който показва, че кампанията „Достъпна България“ е най-ефективната от този род в историята на Комисията като за броени месеци са образувани стотици производства за недостъпна за хората с увреждания архитектурна среда. В рамките на кампания „Достъпна България“ по инициатива на Кичашки той се появява на престижните музикални награди "359hiphop Awards" заедно с музикантите от група СкандаУ, които взимат награда "Група на годината" в инвалидни колички в знак на съпричасност към хората с увреждания.
В края на 2017 г. по преписка, на която Кичашки е докладчик, КЗД излиза с решение, че Столичния общински съвет дискриминира хората с увреждания. През 2018 г., по преписка, на която той е докладчик, КЗД постановява решение в защита на осиновители на деца като обявява за дискриминационен спрямо тях текстове от Кодекса на труда и Кодекса за социално осигуряване.

### Правозащитна дейност
Води и печели над 20 дела за достъпна архитектурна среда за хора с увреждания пред Комисията за защита от дискриминация (КЗД) в периода 2009-2011 г. В резултат на тези дела редица обществени и публични сгради във Видин стават достъпни. . Носител на специалната награда на журито на „Човек на годината“ – „Активист на 2010 г.“ През 2011 г. завежда дело срещу Министерство на здравеопазването във връзка с неясна наредба на ведомството, която е приложена към Семейния кодекс. Според разпоредбите е възможен прочит на законодателството, поради който да бъде забранено на хора с генетични увреждания да сключват брак.
Участвал като член на организационния екип за провеждането на обучителна сесия за младежи с увреждания в Младежкия център на Съвета на Европа в Страсбург. Сесията „Млади хора с увреждания като бъдещи лидери на движението за независим живот“ събира 17 младежи с увреждания, 19 асистенти и 3 преводачи от жестомимичен език от 12 европейски държави в периода 21-27 октомври 2012 г. и се провежда съвместно между Европейската мрежа за независим живот и Съвета на Европа.
Взима участие в редица национални и международни правозащитни събития. Като активист за правата на хората с увреждания през 2012 г. се затваря в клетка пред Народното събрание в знак на протест срещу политиките за хора с увреждания, които ги държат в клетки. През 2011 г. се заключва с верига пред Столична община, протестирайки срещу промените в Наредбата „Асистент за независим живот“. Участвал и в международни правозащитни прояви като Походът на независимостта, който се провежда в Страсбург. В сферата на правата на човека се застъпва и за редица други уязвими групи. Ежегодно участва в правозащитни и антифашистки прояви.
През 2017 г. Петър Кичашки заедно с националния омбудсман Мая Манолова, OFFNews.bg и с подкрепата на Столична община и Метрополитена, провеждат събитие, на което представят рампа, която да осигури достъп за хора с увреждания във влаковете на столичното метро. До това се стига след години на усилия, включително писма до международни институции и публикации в чуждестранни издания, за осигуряване на достъп в метрото за хора с инвалидни колички, които не могат да преодолеят прага, който се оформя между перона и влака на метрото.
През 2014 г. е ръководител на експертния екип на Института за модерна политика изготвил ежегодния доклад „Уязвими групи и дискриминация“. През 2015 г. е ръководител на експертния екип на Института за модерна политика, който изготвя доклад „Социално-икономически права, уязвими групи и дискриминация през 2015 г.“ През 2016 г. заедно с д-р Зора Генчева (член на Комисията за защита от дискриминация 2005-2012 г.) ръководи екипа по създаването на мониторингов доклад „За състоянието на висшите правозащитни институции през 2016 г.“, в който се разглежда работата на Комисията за защита от дискриминация и омбудсмана на Република България.

### Политическа дейност
Един от учредителите и активист на гражданското "Движение „Модерна България“. Член на инициативен комитет за провеждането на референдум с два въпроса:
1. За отзоваването на общински съветници, кметове и депутати
2. За въвеждането на индивидуална жалба пред Конституционния съд

В качеството си на активист на „Модерна България“ участва в предсрочните парламентарни избори през 2013 г. като кандидат на Гражданска листа „Модерна България“. На Европейските избори през 2014 г. е говорител на щаба на гражданската инициатива „Модерна България за Честни Избори“, която набира 2722 граждански наблюдатели на изборите, които осигуряват наблюдение за честни избори в общо 3011 секции в 16 области в страната. „Модерна България за Честни Избори“ създава и специален доклад с препоръки след приключване на кампанията по наблюдение на Европейските избори. На предсрочните парламентарни избори през 2014 г. заедно с Борислав Цеков участват като граждански кандидати в софийските листи на БСП лява България. На местните избори през 2015 г. е граждански кандидат в листата на БСП Лява България за столичния общински съвет. През 2016 г. оглавява инициативен комитет на Движение „Модерна България“, който агитира за гласуване с 3 пъти „ДА“ в провеждащия се заедно с президентските избори национален референдум за въвеждане на мажоритарно гласуване, задължително гласуване и намаляване на партийните субсидии.

### Противоречия
След избирането му за член на Комисията за защита от дискриминация от страна на президента, някои медии разпространяват информация за съмнения относно дейността на Кичашки. В публично изявление Румен Радев защитава избора си, а в последващи публични изяви на Кичашки той заявява, че ще съди медиите, които според него го атакуват по политически причини. В публичното пространство се появяват публикации за политическа мотивираност на атаките срещу него.

### Друга информация
Бивш член на Управителния съвет на Асоциацията на рециклиращата индустрия, която е сред основните браншови структури в сферата на управлението на отпадъци. В това си качество е сред организаторите на серия протестни акции, сред които протест с 10 000 души на пл. Народно събрание, както и преминаването на стотици тежкотоварни камиони през центъра на София, срещу приетия в XLI народно събрание Закон за управление на отпадъците. Организатор и ротационен председател на групата за граждански натиск във Видин – „Възраждане на Видин“. Участва и завършва втори в реалити предаването „Кауза.бг“ на Българската национална телевизия, където защитава каузата за граждански контрол върху властта. Водил предаването „ТАГ от мрежите с Кичашки“ в Информационна агенция БГНЕС. Колумнист на вестниците "Труд" и "Галерия", където има собствена страница всяка седмица. Водещ на авторския подкаст "Разговор с Кичашки". Собственик на първото куче-асистент за хора с увреждания в страната – кучето Мишо. Автор на множество статии на обществено-политическа тематика. Участвал в редица обществено-политически протести и акции. 